# Дыхальце

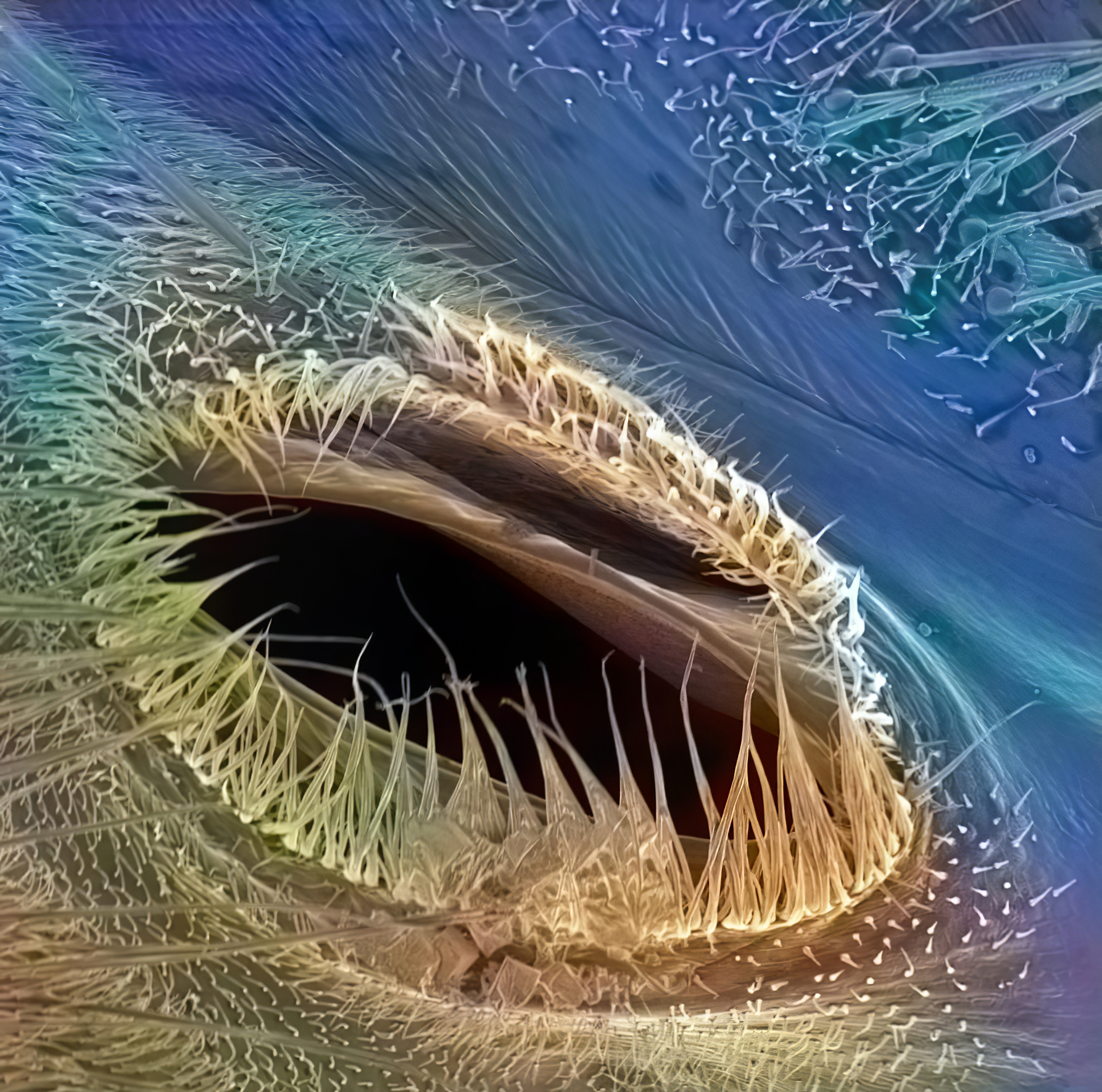
Дыхальце мухи львинки в электронном микроскопе

Ды́хальце, или стигма (лат. stigmate, stigma), — внешнее отверстие органов дыхания у насекомых и клещей.

## Дыхание
Дыхание у насекомых происходит с помощью трахей. Трахеи открываются наружу с помощью дыхалец, которые располагаются на верхней стороне по бокам средне- и заднегруди и 6-8 первых брюшных сегментов. В трахейную систему воздух поступает через дыхальца. Каждое дыхальце открывается в трахеи. Каждое дыхальце состоит из дыхальцевого отверстия, перитремы и атриума и замыкателя.
Во взрослой стадии у жуков дыхалец становится меньше, чем в личиночной стадии.
В зависимости от числа дыхалец дыхательная система насекомых может относиться к одному из следующих типов:
1. голопнейстическая — имеется 2 пары грудных и 8 пар брюшных дыхалец, характерная для большинства имаго и личинок гемиметаболических насекомых;
2. гемипнейстическая (голометаболические насекомые, их личинки и куколки). В свою очередь в ней выделяют несколько подтипов:
  - перипнейстическая (на груди 1 пара дыхалец);
  - амфипнейстическая (1 пара грудных дыхалец и 2-3 пары на передних сегментах брюшка);
  - метапнейстическая (только 1 пара дыхалец на конце брюшка)
  - апнейстическая (дыхальца отсутствуют и воздух проникает через поверхность всего тела или с помощью трахейных жабр — водные личинки, личинки наездников и мух-тахин).

## Заметки
1. ↑  дыхальце // Большой англо-русский и русско-английский словарь. — 2001.
2. 1 2  Бей-Биенко Г. Я. Общая энтомология. — 3-е издание. — М.: Высшая школа, 1980. — С. 64. — 416 с.
3. ↑  Бызова Ю. Б. Дыхание почвенных беспозвоночных. — М.: КМК, 2007. — С. 199. — 328 с.
4. ↑  Документ PDF (недоступная ссылка) Пример билета по биологии для поступающих на договорной основе с полным возмещением затрат на обучение
5. ↑  Морфология водных жуков России. Дата обращения: 16 июля 2009. Архивировано 26 июня 2009 года.

## Иллюстрации

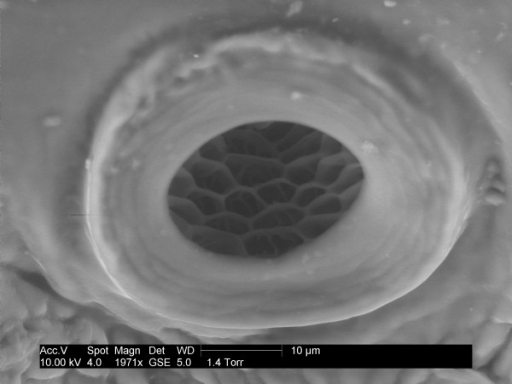
Дыхальце вши
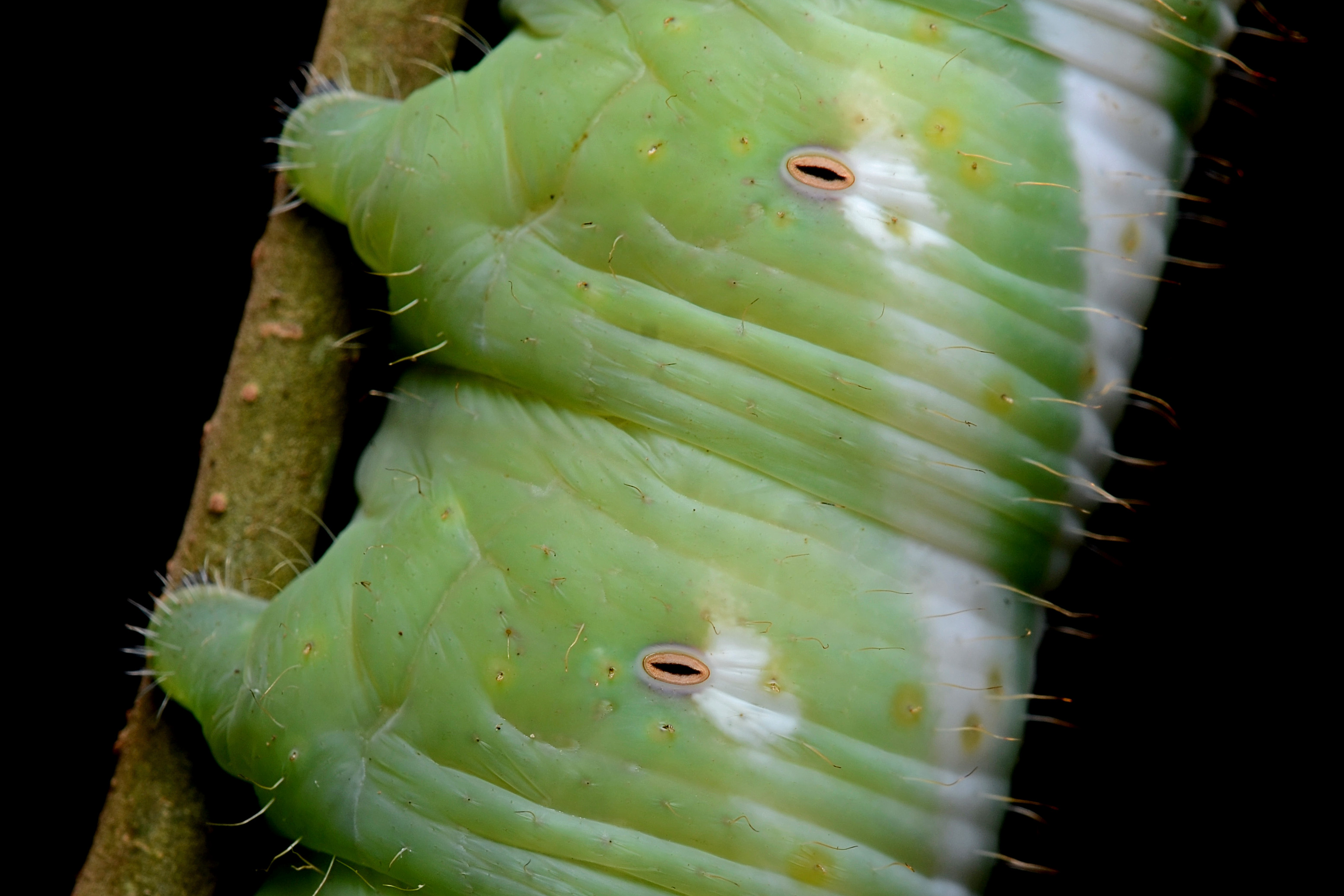
Дыхальце гусеницы бражника